# Жермена де Фуа
Жермена де Фуа (ісп. Germana de Foix; 1488 , Мазер — 15 жовтня 1536, Лірія, Валенсія) — внучата племінниця та друга дружина арагонського короля Фернандо II Католика. Батько — Жан де Фуа, граф д'Етамп, віконт Нарбоннський; мати — Марія Орлеанська, сестра Людовика XII. Брат — Гастон де Фуа, герцог де Немур, відомий французький полководець. Двоюрідна сестра — Анна Бретонська, дружина двох французьких королів.

## Наваррський спадок
Після смерті Карла Віанського в 1461 році його молодший брат, Фердинанд Католик, не залишав надій на приєднання до своїх володінь Наварри, що відійшла разом з рукою його сестри Елеонори до дому Фуа. В 1483 році юний Франциск Феб де Фуа був отруєний, і його дядько Жан де Фуа оголосив себе спадкоємцем наваррської корони. У країні спалахнула громадянська війна.
Фердинанд Католик після смерті своєї дружини Ізабелли (1504 року) вирішив скористатися чварами і домовився з французьким королем про шлюб із Жерменою де Фуа, яка королю Франції доводилася рідною племінницею, а Фердинанду — онукою (він був єдинокровним братом її бабусі Елеонори). За умовами договору, укладеного в Блуа, у разі народження у Жермени спадкоємця чоловічої статі французький король поступався йому своїми (досить примарними) правами на Неапольське та Єрусалимське королівства. Шлюбний контракт було оформлено у замку Блуа 19 жовтня 1505 року.
Фердинанд дуже сподівався народження спадкоємця і регулярно використовував любовне зілля, проте єдиний син Жермени, Хуан Жиронський, помер через кілька годин після народження. Якби цього не сталося, Хуан як спадкоємець чоловічої статі успадкував би арагонську Корону, яку Фердинанд не бажав поступатися нелюбимому зятю Фідіпу Вродливому. У цьому випадку вдалося б уникнути об'єднання Кастилії та Арагона в єдине Іспанське королівство.
У 1512 році, наклепом домігшись відлучення наваррського короля Іоанна III від церкви і прикриваючись правами Жермени на спадкування Наварри, Фердинанд анексував частину Наварри, розташовану на південь від Піренеїв. Парадокс полягав у тому, що права Жермени були мотивовані саме неможливістю успадкування наваррської корони по жіночій лінії (салічний закон).

## Другий та третій шлюби
Після смерті Фердинанда до Іспанії прибув новий король — його 17-річний онук Карл V. На честь своєї 29-річної «бабусі», Жермени де Фуа, він влаштував турніри та ристання. Сучасники відзначають, що обидвоє добре порозумілися один з одним. Коли у Жермени народилася донька Ізабелла , пішли чутки, що її батько — юний король.
Щоб уникнути скандалу, Карлос поспішив підшукати вдовуючій королеві чоловіка. Вибір ліг на маркграфа Іоганна Бранденбург-Ансбахського. Після укладення шлюбу в червні 1519 року наречені переїхали з Барселони до Валенсії як намісників земель Валенсійської корони. Там Жермена жорстоко придушила Братське повстання каталонців; її рукою підписано десятки смертних вироків.
Після смерті чоловіка в 1525 році Жермена вступила в третій (також бездітний) шлюб з герцогом Калабрійським — старшим сином неаполітанського короля Фредеріка, якого свого часу змістив з престолу Фердинанд Католик.